# Neohenricia sibbettii
Neohenricia sibbettii är en isörtsväxtart som först beskrevs av L. Bol., och fick sitt nu gällande namn av L. Bol. Neohenricia sibbettii ingår i släktet Neohenricia och familjen isörtsväxter. Inga underarter finns listade i Catalogue of Life.

## Bildgalleri

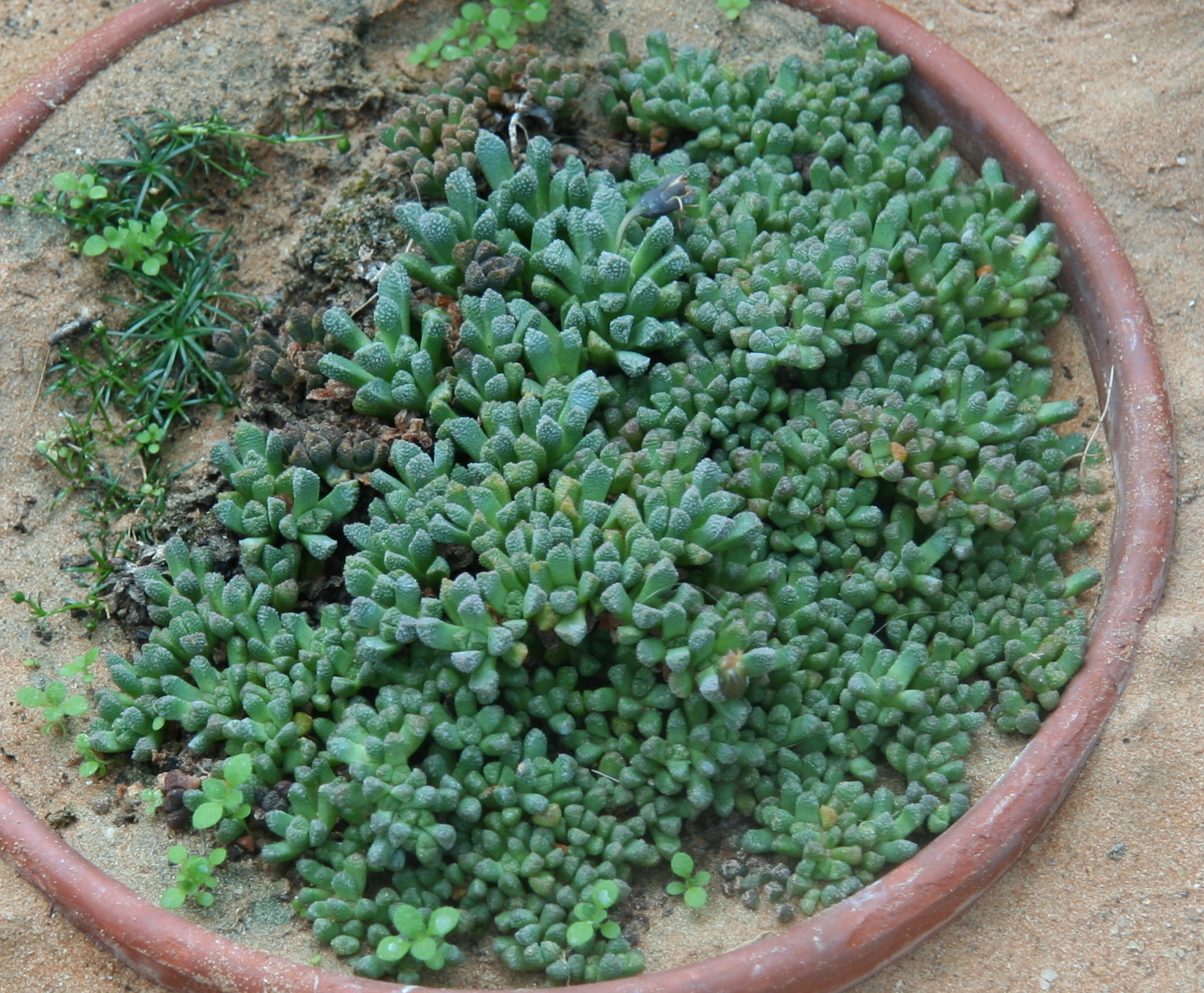